# Douglas Friedrich
Douglas Alan Schuck Friedrich (Candelária, 12 dicembre 1988) è un calciatore brasiliano, portiere svincolato.

## Statistiche

### Presenze e reti nei club
Statistiche aggiornate al 4 maggio 2018.
| Stagione        | Squadra         | Campionato      | Campionato | Campionato | Coppe nazionali | Coppe nazionali | Coppe nazionali | Coppe continentali | Coppe continentali | Coppe continentali | Altre coppe | Altre coppe | Altre coppe | Totale | Totale | Totale |
| Stagione        | Squadra         | Comp            | Pres       | Reti       | Comp            | Pres            | Reti            | Comp               | Pres               | Reti               | Comp        | Pres        | Reti        | Pres   | Reti   |        |
| --------------- | --------------- | --------------- | ---------- | ---------- | --------------- | --------------- | --------------- | ------------------ | ------------------ | ------------------ | ----------- | ----------- | ----------- | ------ | ------ | ------ |
| 2012            | Ituano          | A1/SP           | 3          | -8         | CB              | 0               | 0               |                    | -                  | -                  |             | -           | -           | 3      | -8     |        |
| 2013            | Caxias          | PD/RS+C         | 0+17       | 0;-17      | CB              | 0               | 0               |                    | -                  | -                  |             | -           | -           | 17     | -17    |        |
| 2014            | Caxias          | PD/RS+C         | 17+17      | -21;-16    | CB              | 0               | 0               |                    | -                  | -                  |             | -           | -           | 34     | -37    |        |
| Totale Caxias   | Totale Caxias   | Totale Caxias   | 51         | -54        |                 | 0               | 0               |                    | -                  | -                  |             | -           | -           | 51     | -54    |        |
| 2015            | Capivariano     | A1/SP           | 14         | -17        | CB              | 3               | -2              |                    | -                  | -                  |             | -           | -           | 17     | -19    |        |
| 2015            | Bragantino      | A1/SP+B         | 0+33       | 0;-47      | CB              | 0               | 0               |                    | -                  | -                  |             | -           | -           | 33     | -47    |        |
| 2016            | Grêmio          | PD/RS+A         | 0          | 0          | CB              | 0               | 0               | CL                 | 0                  | 0                  |             | -           | -           | 0      | 0      |        |
| 2017            | Avaí            | PD/SC+A         | 1+28       | -1;-34     | CB              | 0               | 0               |                    | -                  | -                  | PL          | 1           | -1          | 30     | -36    |        |
| 2018            | Bahia           | PD/BA+A         | 10+3       | -5;-2      | CB              | 0               | 0               | CS                 | 1                  | -1                 | CDN         | 7           | -5          | 21     | -13    |        |
| Totale carriera | Totale carriera | Totale carriera | 143        | -168       |                 | 3               | -2              |                    | 1                  | -1                 |             | 8           | -6          | 155    | -177   |        |